# Pirro Maria Gonzaga
Pirro Maria Gonzaga (11 luglio 1590 – Vienna, 18 novembre 1628) è stato un nobile e ambasciatore italiano.

## Biografia
Era figlio del principe Guido Sforza Gonzaga, dei Gonzaga di Vescovato e di Elena Campiglia.
Uomo di fiducia e  Gran Maggiordomo del duca di Mantova Vincenzo II Gonzaga, nel 1625 venne nominato suo ambasciatore presso la corte dell'imperatore Ferdinando II d'Asburgo, che lo elesse commissario imperiale in Italia, dove venne nominato anche Consigliere intimo di Stato imperiale. Dopo la morte senza prole del duca Vincenzo II, nel 1628 venne inviato a Vienna per richiedere all'imperatore che riconoscesse in Carlo I di Gonzaga-Nevers il suo legittimo successore. Mentre era impegnato nella trattativa presso la corte imperiale, morte lo colse il 18 novembre.

## Discendenza
Pirro Maria sposò nel 1608 Francesca Gonzaga (1594-29 settembre 1657), figlia di Luigi (?-1626), del ramo dei Gonzaga di Palazzolo; ebbero sette figli:
- Luigi (1610-19 dicembre 1611)
- Tullio (1612-?)
- Sforza (17 novembre 1613-30 novembre 1629)
- Elena Caterina (21 luglio 1618-dopo il 1664), sposò il 4 luglio 1634 Luigi Gonzaga dei Gonzaga di Luzzara
- Ottavio (1622-1665), principe di Vescovato, Generale delle milizie Ducali di Mantova, Governatore del Monferrato, e ambasciatore a Trento, Cavallerizzo Maggiore del Duca di Mantova
- Felicita Marta (19 settembre 1625-?), sposò il 12 febbraio 1643 Francesco Tassoni, marchese di Palazzolo (1619-1671)
- Guidantonio (23 settembre 1626-1679)

Ebbe anche un figlio naturale, Federico (1626-16 maggio 1630).

## Ascendenza
|                                              |   |                                            | Genitori                                        |  |  | Nonni |  |  | Bisnonni                                   |  |  | Trisnonni                              |  |
|                                              |   |                                            |                                                 |  |  |       |  |  | Sigismondo I Gonzaga, signore di Vescovato |  |  | Giovanni Gonzaga, signore di Vescovato |  |
|                                              |   |                                            |                                                 |  |  |       |  |  | Sigismondo I Gonzaga, signore di Vescovato |  |  | Giovanni Gonzaga, signore di Vescovato |  |
|                                              |   | Laura Bentivoglio                          |                                                 |  |  |       |  |  | Sigismondo I Gonzaga, signore di Vescovato |  |  |                                        |  |
| Sigismondo II Gonzaga, marchese di Vescovato |   |                                            |                                                 |  |  |       |  |  | Sigismondo I Gonzaga, signore di Vescovato |  |  |                                        |  |
|                                              |   | Antonia Pallavicini                        | Cristoforo Pallavicini, marchese di Busseto     |  |  |       |  |  |                                            |  |  |                                        |  |
|                                              |   | Antonia Pallavicini                        | Cristoforo Pallavicini, marchese di Busseto     |  |  |       |  |  |                                            |  |  |                                        |  |
|                                              |   | Antonia Pallavicini                        | Bona della Pusterla                             |  |  |       |  |  |                                            |  |  |                                        |  |
| Guido Sforza Gonzaga di Vescovato            |   | Antonia Pallavicini                        |                                                 |  |  |       |  |  |                                            |  |  |                                        |  |
|                                              |   | Guido II Rangoni, conte di Castelcrescente | Niccolò Maria Rangoni, conte di Castelcrescente |  |  |       |  |  |                                            |  |  |                                        |  |
|                                              |   | Guido II Rangoni, conte di Castelcrescente | Niccolò Maria Rangoni, conte di Castelcrescente |  |  |       |  |  |                                            |  |  |                                        |  |
|                                              |   | Guido II Rangoni, conte di Castelcrescente | Bianca Bentivoglio                              |  |  |       |  |  |                                            |  |  |                                        |  |
| Lavinia Rangoni                              |   | Guido II Rangoni, conte di Castelcrescente |                                                 |  |  |       |  |  |                                            |  |  |                                        |  |
|                                              |   | Argentina Pallavicina                      | Federigo Pallavicino, marchese di Zibello       |  |  |       |  |  |                                            |  |  |                                        |  |
|                                              |   | Argentina Pallavicina                      | Federigo Pallavicino, marchese di Zibello       |  |  |       |  |  |                                            |  |  |                                        |  |
|                                              |   | Argentina Pallavicina                      | Clarice Malaspina                               |  |  |       |  |  |                                            |  |  |                                        |  |
| Pirro Maria Gonzaga di Vescovato             |   | Argentina Pallavicina                      |                                                 |  |  |       |  |  |                                            |  |  |                                        |  |
|                                              | … | …                                          |                                                 |  |  |       |  |  |                                            |  |  |                                        |  |
|                                              | … | …                                          |                                                 |  |  |       |  |  |                                            |  |  |                                        |  |
|                                              | … | …                                          |                                                 |  |  |       |  |  |                                            |  |  |                                        |  |
| Pietro Campiglia                             | … |                                            |                                                 |  |  |       |  |  |                                            |  |  |                                        |  |
|                                              |   | …                                          | …                                               |  |  |       |  |  |                                            |  |  |                                        |  |
|                                              |   | …                                          | …                                               |  |  |       |  |  |                                            |  |  |                                        |  |
|                                              |   | …                                          | …                                               |  |  |       |  |  |                                            |  |  |                                        |  |
| Elena Campiglia                              |   | …                                          |                                                 |  |  |       |  |  |                                            |  |  |                                        |  |
|                                              |   | …                                          | …                                               |  |  |       |  |  |                                            |  |  |                                        |  |
|                                              |   | …                                          | …                                               |  |  |       |  |  |                                            |  |  |                                        |  |
|                                              |   | …                                          | …                                               |  |  |       |  |  |                                            |  |  |                                        |  |
| …                                            |   | …                                          |                                                 |  |  |       |  |  |                                            |  |  |                                        |  |
|                                              |   | …                                          | …                                               |  |  |       |  |  |                                            |  |  |                                        |  |
|                                              |   | …                                          | …                                               |  |  |       |  |  |                                            |  |  |                                        |  |
|                                              |   | …                                          | …                                               |  |  |       |  |  |                                            |  |  |                                        |  |
|                                              |   | …                                          |                                                 |  |  |       |  |  |                                            |  |  |                                        |  |